# Wuhan Open 2016
Wuhan Open 2016 (також відомий під назвою Dongfeng Motor Wuhan Open 2016 за назвою спонсора) — жіночий тенісний турнір, що проходив на відкритих кортах з твердим покриттям. Це був третій за ліком Wuhan Open. Належав до категорії Premier 5 у рамках Туру WTA 2016. Відбувся в Optics Valley International Tennis Center в Ухані (Китай). Тривав з 25 вересня до 1 жовтня 2016 року.

## Очки і призові

### Нарахування очок
| Дисципліна       | П   | Ф   | ПФ  | ЧФ  | 1/8 | 1/16 | 1/32 | Q   | Q2  | Q1  |
| Одиночний розряд | 900 | 585 | 350 | 190 | 105 | 60   | 1    | 30  | 20  | 1   |
| Парний розряд    | 900 | 585 | 350 | 190 | 105 | 1    | Н/Д  | Н/Д | Н/Д | Н/Д |

### Призові гроші
| Дисципліна       | П        | F        | ПФ       | ЧФ      | 1/8     | 1/16    | 1/32   | Q2     | Q1     |
| Одиночний розряд | $471,700 | $235,520 | $117,770 | $54,230 | $26,900 | $13,790 | $7,090 | $3,955 | $2,040 |
| Парний розряд    | $135,000 | $68,200  | $33,635  | $16,990 | $8,600  | $4,255  | Н/Д    | Н/Д    | Н/Д    |

## Учасниці основної сітки в одиночному розряді

### Сіяні учасниці
| Країна          | Гравчиня               | Рейтинг | Сіяна |
| --------------- | ---------------------- | ------- | ----- |
| Німеччина       | Анджелік Кербер        | 1       | 1     |
| Іспанія         | Гарбінє Мугуруса       | 3       | 2     |
| Польща          | Агнешка Радванська     | 4       | 3     |
| Румунія         | Сімона Халеп           | 5       | 4     |
| Чехія           | Кароліна Плішкова      | 6       | 5     |
| США             | Вінус Вільямс          | 7       | 6     |
| Іспанія         | Карла Суарес Наварро   | 8       | 7     |
| США             | Медісон Кіз            | 9       | 8     |
| Росія           | Світлана Кузнецова     | 10      | 9     |
| Словаччина      | Домініка Цібулкова     | 12      | 10    |
| Велика Британія | Джоанна Конта          | 13      | 11    |
| Швейцарія       | Тімеа Бачинскі         | 14      | 12    |
| Італія          | Роберта Вінчі          | 15      | 13    |
| Чехія           | Петра Квітова          | 16      | 14    |
| Росія           | Анастасія Павлюченкова | 17      | 15    |
| Австралія       | Саманта Стосур         | 18      | 16    |

- Рейтинг подано станом на 19 вересня 2016

### Інші учасниці
Гравчині, Що отримали вайлдкард на участь в основній сітці:
- Сабіне Лісіцкі
- Пен Шуай
- Чжен Сайсай

Гравчині, що потрапили до основної сітки через стадію кваліфікації:
- Луїза Чиріко
- Алізе Корне
- Юлія Гергес
- Дарія Касаткіна
- Єлизавета Кулічкова
- Бетані Маттек-Сендс
- Катерина Сінякова
- Гезер Вотсон

### Відмовились від участі
До початку турніру
- Кікі Бертенс → її замінила  Ярослава Шведова
- Ежені Бушар → її замінила  Шелбі Роджерс
- Анна-Лена Фрідзам → її замінила  Дарія Гаврилова
- Ана Іванович → її замінила  Ч Шуай
- Андреа Петкович → її замінила  Анастасія Севастова
- Слоун Стівенс → її замінила  Медісон Бренгл
- Олена Весніна → її замінила  Каролін Возняцкі
- Серена Вільямс → її замінила  Міряна Лучич-Бароні

### Знялись
- Тімеа Бачинскі (вірусна хвороба)
- Ірина-Камелія Бегу (травма ребра)
- Белінда Бенчич (травма поперекового відділу хребта)
- Анастасія Павлюченкова (вірусна хвороба)
- Анастасія Севастова (травма правого плеча)
- Гезер Вотсон (шлунково-кишкова хвороба)

## Учасниці основної сітки в парному розряді

### Сіяні пари
| Країна            | Гравчиня            | Країна            | Гравчиня            | Рейтинг1 | Сіяна |
| ----------------- | ------------------- | ----------------- | ------------------- | -------- | ----- |
| Франція           | Каролін Гарсія      | Франція           | Крістіна Младенович | 7        | 1     |
| Китайський Тайбей | Чжань Хаоцін        | Китайський Тайбей | Чжань Юнжань        | 14       | 2     |
| Індія             | Саня Мірза          | Чехія             | Барбора Стрицова    | 19       | 3     |
| Швейцарія         | Мартіна Хінгіс      | США               | Коко Вандевей       | 21       | 4     |
| США               | Бетані Маттек-Сендс | Чехія             | Луціє Шафарова      | 22       | 5     |
| Угорщина          | Тімеа Бабош         | Казахстан         | Ярослава Шведова    | 23       | 6     |
| Чехія             | Андреа Главачкова   | Чехія             | Луціє Градецька     | 23       | 7     |
| Німеччина         | Юлія Гергес         | Чехія             | Кароліна Плішкова   | 29       | 8     |

- Рейтинг подано станом на 19 вересня 2016

### Інші учасниці
Нижче наведено пари, які отримали вайлдкард на участь в основній сітці:
- Тімеа Бачинскі /  Світлана Кузнецова
- Сімона Халеп /  Олена Остапенко
- Хань Сіньюнь /  Чжу Лінь
- Лю Чан /  Чжан Кайлінь

Наведені нижче пари отримали місце як заміна:
- Алізе Корне /  Полін Пармантьє

### Відмовились від участі
До початку турніру
- Ірина-Камелія Бегу

## Переможниці та фіналістки

### Одиночний розряд
- Петра Квітова —  Домініка Цібулкова, 6-1, 6-1

### Парний розряд
- Бетані Маттек-Сендс /  Луціє Шафарова —  Саня Мірза /  Барбора Стрицова, 6-1, 6-4.